# Ельвіра Краснобаєва
Ельвіра Краснобаєва (англ. Elvira Krasnobaeva нар. 10 березня 2008, Санкт-Петербург, росія) — болгарська гімнастка, що виступає в індивідуальній першості. Чемпіонка Європи в команді, бронзова призерка чемпіонату Європи у вправі зі стрічкою, чемпіонка та призерка чемпіонату Європи та світу серед юніорів.

## Біографія
Народилась в Санкт-Петербурзі, росія. У 2014 році разом з родиною переїхала в місто Варна.
В 2021 році отримала громадянство Болгарії.

## Спортивна кар'єра
Почала займатися художньою гімнастикою в чотири роки. Коли з родиною переїхала до Варни, то поступила в національну школу мистецтв «Добрий Христов» на балетне відділення та секцію художньої гімнастики в клубі «Грація».
Влітку 2016 року переходила в клуб художньої гімнастики «Char DCS» в місті Варна до тренерської групи Філіпи Філіпової, але у 2017 році повернулась до клубу «Грація».
2024
З 1 жовтня виключена за складу збірної Болгарії, за яку відмовилась виступати "через сімейні обставини".

## Результати на турнірах
| Рік                | Змагання                   | Команда | АП |   |   |   |   |
| ------------------ | -------------------------- | ------- | -- | - | - | - | - |
| Юніорські змагання |                            |         |    |   |   |   |   |
| 2022               | Чемпіонат Європи           | 3       |    | 1 | 2 |   |   |
| 2023               | Юніорський чемпіонат світу | 1       |    | 4 | 1 |   |   |
| Дорослі змагання   |                            |         |    |   |   |   |   |
| 2024               | Чемпіонат Європи           | 1       |    |   |   | 7 | 3 |
| 2024               | Гран-прі. Брно             |         | 1  | 3 | 1 | 2 | 1 |
| 2024               | Кубок світу. Мілан         |         |    | 5 |   |   |   |